# Sons and Fascination
Albums de Simple Minds
Empires and Dance
(1980) Sister Feelings Call
(1981)
Sons and Fascination est le quatrième album studio des Simple Minds, sorti en septembre 1981. Brian McGee quitte la formation après la session d'enregistrement pour des raisons de santé. Ce qui marque la fin de la formation originale. Le groupe change aussi de producteur, Steve Hillage du groupe  Gong, a produit cet album. 

## Liste des titres
| No | Titre                             | Durée |
| -- | --------------------------------- | ----- |
| 1. | In Trance As Mission              | 6:50  |
| 2. | Sweat In Bullet                   | 4:30  |
| 3. | 70 Cities As Love Brings The Fall | 4:48  |
| 4. | Boys From Brazil                  | 5:30  |
| 5. | Love Song                         | 5:03  |
| 6. | This Earth That You Walk Upon     | 5:26  |
| 7. | Sons And Fascination              | 5:23  |
| 8. | Seeing Out The Angel              | 6:11  |

La copie canadienne est sortie en 1981 avec cet ordre:
| No  | Titre                         | Durée |
| --- | ----------------------------- | ----- |
| 1.  | Love Song                     |       |
| 2.  | Theme for great cities        |       |
| 3.  | This Earth That You Walk Upon |       |
| 4.  | Sweat In Bullet               |       |
| 5.  | In Trance As Mission          |       |
| 6.  | The American                  |       |
| 7.  | 20th Century Promised Land    |       |
| 8.  | League Of Nations             |       |
| 9.  | Boys From Brazil              |       |
| 10. | Sons And Fascination          |       |

## Simples extraits
- The American
- Love Song
- Sweat In Bullet

## Membres de la formation originale 1978-1981
- Jim Kerr - Voix
- Charlie Burchill - Guitares, Saxophone
- Michael MacNeil - Claviers
- Derek Forbes - Basse
- Brian McGee - Batterie

## Commentaires
Premier album à atteindre le Top 20 britannique (#11).